# Machane Jatir
Machane Jatir (hebrejsky מחנה יתיר, doslova „Pevnost Jatir“, podle starověkého města Jatír a současného lesa Jatir, v oficiálním přepisu do angličtiny Mahane Yattir, na některých mapách lokalita uváděna jako Lev Jatir, hebrejsky לב יתיר, doslova Střed Jatiru) je vesnice v Izraeli, v Jižním distriktu.

## Geografie
Leží v kopcovité krajině v nadmořské výšce 653 metrů uprostřed Jatirského lesa, na severním okraji Negevské pouště.
Obec se nachází cca 27 kilometrů severovýchodně od centra Beerševy a 1 kilometr jihozápadně od vesnice Livne. Machane Jatir, přičemž osídlení v tomto regionu je etnicky převážně židovské. Jižně odtud ovšem začíná aridní oblast s rozptýleným osídlením arabských Beduínů. Machane Jatir je na dopravní síť napojen pomocí místní silnice číslo 316.

## Dějiny
Machane Jatir byl založen roku 1979. Trvalé civilní osídlení tu ale vzniklo až v roce 2010. Toho roku se zde usadila osadnická skupina, která se připravuje na chystané založení nové vesnice Chiran, jež má stát několik kilometrů jihozápadním směrem odtud. V létě roku 2013 tato skupina čítala 35 rodin, z nichž 30 žilo v lokalitě Machane Jatir. Ta je považována za provizorní, přípravné místo.

## Demografie
Poprvé je Machane Jatir evidován ve vládních statistických výkazech jako místo s trvalou populací roku 2013. Podle údajů z roku 2014 tvořili naprostou většinu obyvatel v Machane Jatir Židé (včetně statistické kategorie "ostatní", která zahrnuje nearabské obyvatele židovského původu ale bez formální příslušnosti k židovskému náboženství).
Jde o menší obec vesnického typu. K 31. prosinci 2014 zde žilo 193 lidí. Během roku 2014 populace stoupla o 37,9 %.
| Rok            | 2013 | 2014 |
| -------------- | ---- | ---- |
| Počet obyvatel | 140  | 193  |